# Спільна справа
Громадянський рух «Спільна справа» — політична партія, зареєстрована 19 березня 2015 року. Початково створена як горизонтальний рух опору в березні 2010 року. Назва організації латиною перекладається як Res publica і вказує на республіканський характер ідеології руху, а також символізує активну громадянську солідарність українців всіх регіонів. На це вказує і гасло Організації «Держава понад Партії, Нація понад Класи».
«Спільна справа» була ініціатором та активним учасником найбільших антиурядових акцій протесту періоду режиму Януковича: Податкового Майдану та Євромайдану.
Координатором руху є Олександр Данилюк.

## Історія
Громадянський рух «Спільна справа» був створений як горизонтальний рух опору в березні 2010 року групою політичних радників, конфліктологів, антирейдерів, соціальних інженерів та спеціалістів з спеціальних операцій, що брали активну участь в організації Помаранчевої революції, протидії спробі державного заколоту, що намагався здійснити в 2007 році на той момент прем’єр-міністр Віктор Янукович, та інших менш відомих, проте не менш доленосних подіях української сучасної історії.
Метою створення Організації була протидія російській гібридній агресії, направленій на провокацію громадянського конфлікту та розділення України на декілька частин. Засновники Організації були в 2004-му році свідками використання президентських виборів та Помаранчевої революції для реалізації такого сценарію (сепаратистський з'їзд в Сєвєродонецьку, Харків, Одеса і т.п.) і вже в березні 2010 року побачили ґрунтовні докази підготовки його повторення. Зокрема, одним з таких доказів було прийняття Януковичем нового закону «Про референдум», що був спеціально розроблений для федералізації та сецесії (розділення) України.

## Податковий майдан
Вже у квітні 2010 року уряд Азарова заявив про намір ліквідувати до кінця року спрощену систему оподаткування. Для політизації протесту також склались сприятливі умови після тотальної фальсифікації місцевих виборів в жовтні 2010 року, коли Партія регіонів виграла вибори в усіх місцевих радах, за винятком кількох західноукраїнських областей. Після конституційного перевороту здійсненого Віктором Януковичем 1 жовтня 2010 року, з правової точки зору він втратив легітимність та став узурпатором, це дозволило Спільній Справі змінити вимоги Податкового майдану і виставити узурпаторам ультиматум про негайне проведення президентських та парламентських виборів. 
22 жовтня 2010 року в Києві на підтримку цих вимог зібрались десятки тисяч українців. Це була найбільша акція протесту з часів Помаранчевої революції. Здавалось режиму залишились лічені дні. З країни вже виїхали прем'єр-міністр М. Азаров, В. Янукович та В.Литвин. Проте Спільна Справа суттєво недооцінила можливості, що мали в Україні російські спецслужби та їхні місцеві союзники. Більшість медіа буквально за кілька днів припинили давати інформацію про політичні вимоги протестувальників, інформуючи лише про продовження боротьби за скасування спрощеної системи оподаткування. Головними коментаторами для новин та гостями на політичних шоу від імені протестувальників стають люди, що не мали до організації протестів жодного стосунку або виконували там функцію наглядачів від влади. Наступним кроком стає захоплення цими фейковими лідерами сцени та звукопідсилюючої апаратури, що було здійснене перевдягненими в цивільне бійцями спецпідрозділів МВС. Після захоплення сцени на неї могли потрапити лише ретельно перевірені провладними провокаторами промовці, що агітували проти революції. Після кількох публічних зустрічей з урядом фейкові лідери заявляють про перемогу протестів, оскільки спрощена система залишилась, та їх закінчення. В ту саму ніч, реальний Майдан, який не мав наміру згортати свою діяльність жорстоко зачищається переважаючими силами спецпідрозділів МВС та ВВ. Жорстокий розгін протестувальників також ніде не транслюється. Проти представників Спільної Справи порушуються кримінальні справи, декілька осіб потрапляють за ґрати.
Режим чітко стає на шлях встановлення авторитаризму. В наступні декілька місяців до тюрем потрапляють також лідери парламентської опозиції. Спільна Справа організовує ще декілька спроб консолідувати громадян проти узурпації (День Гніву), проте не знаходить підтримки опозиційних політиків. Російська гібридна окупація нарощується. На керівні посади в силові структури України починають безпосередньо призначати російських громадян (Саламатін, Якименко та інші). Охорону Януковича здійснює офіцер ФСО Заневський. 
Події:
Активісти «Спільної справи», очолювані Олександром Данилюком, в рамках стратегії ненасильницького спротиву зайняли приміщення МінАПК у п'ятницю, 24 січня. Це рішення було прийняте у зв"язку з погіршенням погодних умов, снігу та морозів до 16-18 градусів, а також великою кількістю людей, які прибували для участі в заходах з усіх кінців країни. Приміщення та намети, які були пристосовані до прожиття активістів не вміщували всього загалу і люди немали, попри шалену волонтерську допомогу, умов для обігріву. Крім того, кабінети посадовців ніхто не займав, - активісти розміщувалися в коридорах на карематах та ковдрах. Було введено пропускний режим, режим дня, вологе прибирання, чергування на поверхах та кухні, запрацював медпункт, у якому приймали хворих з усього Майдану. Разом зі "Спільною справою" в МінАПК розмістилася Волинська Сотня, кілька підрозділів "УдарУ", підрозділ УНА-УНСО з Миколою Коханівським, козацький курінь та інші. Значна кількість працівників міністерства радо зустрічала активістів, пригощали смаколиками, підтримували майданівців. За версією, Радою Майдану було прийнято рішення про звільнення будівлі взамін на звільнення з-під варти раніше затриманих владою Януковича активістів. Однак, на думку лідерів Спільної Справи та багатьох інших, це "звільнення" не вартувало нічого, оскільки насамперед не звільняло від кримінальної відповідальності по надуманих владою "справах". То ж на думку "Спільної справи" компроміс щодо цього питання мав постати після вирішення питання саме про звільнення затриманих майданівців від кримінальної відповідальності.   25 січня 2014 активісти Спільної справи зайняли будівлю Міністерства енергетики та вугільної промисловості на вулиці Хрещатик у Києві. Актив організації вважав, що таким чином і тиском на владу буде більш дієвіше добитися вагомих результатів та змін у політиці влади як до протестувальників, так і до реформ всередині країни. Однак, 29 січня, ніби-то за рішенням Ради Майдану, ГО "Свобода" ніби-то "вигнала" ССпр з будівлі. Це не зовсім коректно. Насправді, учасники ССпр, як і всі майданівці брали участь у поточних господарських роботах як вдень, так і вночі, брали участь в охороні барикад, одна з яких на Прорізній була закріплена саме за ССпрР. То ж ніхто з активу і бійців ССпр не очікував такого повороту, одразу подумавши, що то був напад "тітушок". Тому, всі хто перебував у міністерстві дали гідну відсіч нападникам і вже в ході переговорів все з'ясувалося, після чого ССпр погодилася покинути МінАПК та перейти в будівлю Українського Дому, разом з іншими підрозділами. Це питання й тепер залишається відкритим, так як ГО "Свободі" офіційно ніхто не надавав права керування Майданом, так як і офіційно не давав їм права керівництва комендатурою в Українському Домі. Як гадаєте на сьогодні, хто був правий? З 18 по 20 лютого багато учасників організації брали участь у захисті Майдану, а з перших днів війни 2014-го багато хлопців та дівчат ССпр вступили в добровольчі батальйони та волонтерські організації, допомагаючи нашим військовим та боронячи свою землю. Насправді участь Спільної Справи в Революції Гідності має великий і недооцінений пласт боротьби за українську Україну. Саме хлопцями зі ССпр був розроблений метальний пристрій на кшталт міномету "пекельний коктейль", саме ними було затримано багатьох "ряжених" майданівців, а насправді перевдягнених агентів "овочевої" охранки та ін. 
26 січня 2014 активісти Спільної справи зайняли будівлю Міністерства юстиції на Городецького 13 в Києві.
Штаб національного спротиву називав ці дії активістів «Спільної справи» спланованою провокацією. 27 січня 2014 підопічні Данилюка повністю звільнили будівлю Міністерства юстиції.
29 січня Свобода вигнала активістів Спільної справи з захопленого аграрного міністерства. (Про ці події читайте коментар вище). Офіційно ГО "Свободі" ніхто не давав права лідеру Майдану. Всі організації були на рівних. Тому коректніше буде написати, що була досягнута домовленість між організаціями-учасниками Майдану.